# Seule Soromon
Seule Soromon (Mele, 14 agosto 1984) è un calciatore vanuatuano, attaccante del Wairarapa United.

## Palmarès

### Club

#### Competizioni nazionali
- Chatham Cup: 1

Wairarapa Utd: 2011

### Individuale
- Capocannoniere del campionato neozelandese: 1

2009-2010 (11 gol)